# Capela Real de São Pedro ad Vincula
A Capela Real de São Pedro ad Vincula ("São Pedro acorrentado") é uma Capela Real e antiga igreja paroquial da Torre de Londres. O nome da capela refere-se à história da prisão de São Pedro sob Herodes Agripa em Jerusalém. Situada no Ala Interior da Torre, o seu edifício atual data de 1520, embora a igreja tenha sido provavelmente fundada no século XII. A igreja dos residentes trabalhadores foi a segunda capela instalada na Torre depois da de São João, uma capela real menor construída na Torre Branca no século XI. Uma royal peculiar, sob jurisdição do monarca, o sacerdote responsável por estas capelas é o capelão da Torre, cônego e membro da Casa Eclesiástica. A canonaria foi abolida em 1685, mas reinstaurada em 2012.
No extremo oeste de São Pedro há uma torre curta, encimada por uma lanterna, e no interior da igreja há uma nave e um corredor norte mais curto, iluminado por janelas com luzes cúspides, mas sem traceria, um desenho típico Tudor. A Capela é provavelmente mais conhecida como o local de sepultamento de alguns dos prisioneiros mais famosos executados na Torre, incluindo a Rainha Ana Bolena; a Rainha Catarina Howard; a "Rainha dos Nove Dias", Joana Gray (com seu marido Lord Guildford Dudley) e Sir Thomas More.

## História
A data de fundação original e o local da capela são desconhecidos. A capela foi destruída, reconstruída, realocada e renovada diversas vezes. Alguns propuseram que a capela foi fundada antes da conquista normanda da Inglaterra como igreja paroquial, anterior ao uso da área como fortificação. Outros concluíram que a capela foi fundada por Henrique I (r. 1100–1135), e talvez consagrada em 1º de agosto de 1110, na festa de São Pedro ad Vincula. A capela teria ficado fora das paredes originais da Torre para que o rei pudesse ser visto adorando em público. Teria contrastado com o uso que o rei fez da Capela de São João, mais privada, estabelecida por volta de 1080 por Guilherme I dentro da Torre Branca.
São Pedro ad Vincula foi igreja paroquial durante pelo menos um século antes de se tornar capela dos habitantes da Torre em meados do século XIII, no reinado de Henrique III, e a cripta sob a igreja foi construída naquele momento. Em 10 de dezembro de 1241, Henrique III emitiu um mandado de liberação para que a ecclesia sancti Petri infra ballium Turris nostrae London (igreja de São Pedro dentro do pátio de nossa Torre de Londres) fosse reforçada. O mandado indica que em 1241 a capela foi trazida para dentro das paredes da Torre. Esta estrutura possuía duas capelas-mor, dedicadas a Santa Maria e a São Pedro; este último continha barracas reais revestidas de lambris e pintadas, e havia dois altares dedicados a São Nicolau e Santa Catarina.
Durante o reinado de Henrique III, a igreja possuía uma cela fechada para um anacoreta, que teria sido diretamente anexada ou localizada nas proximidades. Henrique III sustentou as despesas de vida de pelo menos três reclusos diferentes, homens e mulheres, no ponto de apoio da Torre: Irmão William, Idonee de Boclaund (uma âncora), e Geoffrey le Hermit. Depois de 1312, é provável que a vigília cerimonial relacionada à posse dos Cavaleiros da Ordem do Bath tenha sido realizada na igreja.
A dedicação da capela a "St Peter ad Vincula" tem vários significados possíveis no contexto normando-inglês. A mais óbvia refere-se à libertação de Pedro da prisão, mencionada pela primeira vez em Atos 12:3-19. O primeiro prisioneiro da Torre, Ranulfo Flambardo, bispo normando de Durham, foi encarcerado por Henrique I em 15 de agosto de 1100.

### Edifício atual
O edifício existente foi reconstruído para Henrique VIII pelo então Tenente da Torre, Sir Richard Cholmeley (cujo túmulo se encontra na Igreja), entre 1519 e 1520, depois de um incêndio ter destruído a igreja em 1512. A capela reconstruída foi provavelmente projetada por William Vertue.

### Paróquia da Torre de Londres
São Pedro ad Vincula era a igreja da área extraparoquial de Tower Within, parte das Liberdades da Torre de Londres. Em 16 de dezembro de 1729, a igreja foi adicionada às Contas de Mortalidade, um registro de sepultamentos em Londres, mas foi excluída em 1730 devido a uma reivindicação  dos habitantes de que era extraparoquial e fora do sistema paroquial normal. Os lugares extraparoquiais foram eliminados no século XIX e, em 1858, a área tornou-se uma paróquia cívil, na sequência da Lei dos Lugares Extraparoquiais de 1857. O bairro da Liberdade da Torre de Londres foi dissolvido em 1894, e a paróquia foi absorvida pela paróquia de St Botolph without Aldgate em 1901. A Capela é também a igreja regimental do Regimento Real de Fuzileiros, cujas ligações com a Torre de Londres remontam à criação dos Fuzileiros Reais em 1685 para guardar a Torre e o comboio de Artilharia ali mantido. Os oficiais do regimento mantêm o direito de se casar lá.

## Sepultamentos e monumentos
A igreja contém muitos monumentos esplêndidos. No canto noroeste está um memorial a John Holland, duque de Exeter, um Condestável da Torre, que morreu em 1447. Sob a arcada central está a efígie de Cholmondeley, que morreu em 1521, um ano após ter concluído a reconstrução da igreja. No santuário, há um impressionante monumento a Sir Richard Blount, que morreu em 1564 e está sepultado na igreja, e a seu filho Sir Michael, falecido em 1610, ambos Tenentes Tudor da Torre, que teriam testemunhado muitas das execuções. Há um belo órgão do século XVII, decorado com esculturas de Grinling Gibbons.

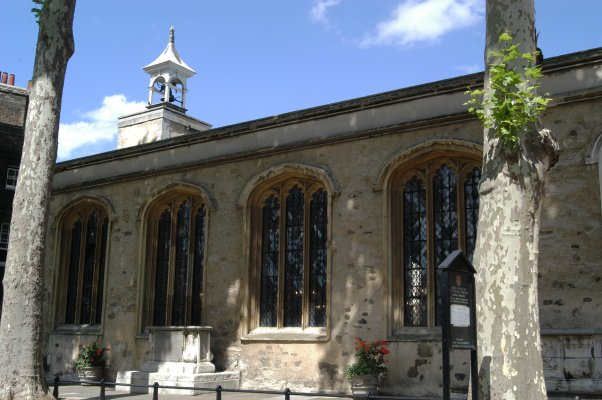
Lado da Capela Real de São Pedro ad Vincula, visto a partir do local de execução da Torre Verde.

A igreja é o local de sepultamento de alguns dos mais famosos prisioneiros da Torre, incluindo a Rainha Ana Bolena e a Rainha Catarina Howard, a segunda e a quinta esposas do Rei Henrique VIII, respectivamente, e Lady Joana Grey, que foi Rainha da Inglaterra por nove dias em 1553. George Bolena, 2° visconde Rochford, irmão de Ana, também foi enterrado aqui após sua execução em 1536, assim como Edmund Dudley e Sir Richard Empson, coletores de impostos do rei Henrique VII, e Lord Guildford Dudley, marido de Lady Joana Grey, em fevereiro de 1554, após ser executado na Torre Verde. Outros foram Sir Thomas More e o bispo John Fisher, que provocaram a ira do rei Henrique VIII e, após sua execução, foram canonizados como mártires pela Igreja Católica Romana; Philip Howard, um terceiro santo que sofreu sob os Tudors, também foi enterrado aqui por um tempo antes de seu corpo ser transferido para Arundel. Após suas execuções, as seguintes pessoas também foram enterradas aqui: o ministro do rei Henrique VIII, Thomas Cromwell (1540); Thomas Seymour, 1º Barão Seymour de Sudeley, irmão de Joana Seymour, tio de Eduardo VI, que é lembrado por sua conduta imprópria para com sua sobrinha, Isabel I (1549); Edward Seymour, 1º Duque de Somerset (1552); João Dudley, 1º Duque de Northumberland e John Gates em conexão com a crise de sucessão de 1553 (1553);[carece de fontes] e Jaime Scott, 1° Duque de Monmouth, sob a mesa de comunhão (1685).

Uma lista de "pessoas notáveis" enterradas na capela entre 1534 e 1747 está listada em uma mesa na parede oeste. Thomas Babington Macaulay homenageou aqueles enterrados na capela em seu livro História da Inglaterra de 1848:
Na verdade não há lugar mais triste na terra do que aquele pequeno cemitério. A morte não está ali associada, como na Abadia de Westminster e na Basílica de São Paulo, ao gênio e à virtude, à veneração pública e ao renome imperecível; não, como em nossas igrejas e cemitérios mais humildes, com tudo o que há de mais cativante nas instituições de caridade sociais e domésticas; mas com tudo o que há de mais sombrio na natureza humana e no destino humano, com o triunfo selvagem de inimigos implacáveis, com a inconstância, a ingratidão, a covardia dos amigos, com todas as misérias da grandeza caída e da fama arruinada. Para lá foram levadas, através de eras sucessivas, pelas mãos rudes de carcereiros, sem que nenhum enlutado as acompanhasse, as relíquias sangrentas de homens que haviam sido capitães de exércitos, líderes de partidos, oráculos de senados e ornamentos de cortes.
Durante trabalhos de renovação em 1876, três sepulturas foram descobertas, identificadas como Ana Bolena, Margarida Pole, Condessa de Salisbury, e John Dudley, 1º Duque de Northumberland.

## Capela Real
A igreja é uma Capela Real e o sacerdote responsável por ela é o capelão da Torre de Londres, cônego e membro da Casa Eclesiástica. O canonismo foi abolido em 1685, mas reinstaurado em 2012. O reverendo Roger Hall, membro da Mais Excelente Ordem do Império Britânico, foi empossado como cônego no mesmo ano.
A capela pode ser visitada como parte de um passeio específico dentro da Torre de Londres ou participando do culto regular de domingo de manhã.

## Túmulos
- Ana Bolena
- Catarina Howard
- Eduardo Seymour, 1.º Duque de Somerset
- Filipe Howard
- Gerald Fitzgerald
- Henry Grey
- Jaime Scott, duque de Monmouth
- Joana Grey
- John Dudley, 1.º Duque de Northumberland
- John Fisher
- John Holland
- Lord Guilford Dudley
- Lord Lovat
- Margaret Pole, 8.ª Condessa de Salisbury
- Robert Devereux
- Richard Cholmeley
- Sir John Eliot
- Sir John Perrott
- Sir Thomas Arundell
- Thomas Cromwell
- Thomas More
- Thomas Overbury
- Tomás Seymour, 1.º Barão Seymour de Sudeley